# Samus Aran
Samus Aran (サムス・アラン, Samusu Aran) és un personatge fictici, protagonista de la saga Metroid. Va equipada amb una armadura de la raça alienigena Chozo creat especialment per a ella, que incorpora avançades tecnologies. Les característiques fonamentals d'aquest vestit són el canó d'energia i l'habilitat d'adoptar la forma Morfosfera una espècie de bola on pot rodar per canonades y llocs petits. La primera entrega de la interminable saga va ser Metroid(NES), que va sortir l'any 1986, fent el mateix joc amb millors grafics (GBA) y una millora amb noves armes i continuació del joc Metroid: Zero mission.

## Característiques
- Nom: Samus Aran
- Espècie: Humana potenciada amb sang Chozo i després, Metroid
- Ocupació: Caçarrecompenses
- Edat: acaba la seva última missió als 26 anys
- Orígens: Colònia terrestre K-2L
- Color del cabell: Ros
- Color dels ulls: Blaus
- Alçada: 1.90m
- Pes: 90 kg
- Creador: Makoto Kanoh
- Primer Joc: Metroid (1986)
- Últim joc cronològicament: Metroid Fusion (2002)
- Veu: Jennifer Hale